# Musikjahr 1879
Liste der Musikjahre

◄◄ | ◄ | 1875 | 1876 | 1877 | 1878 | Musikjahr 1879 | 1880 | 1881 | 1882 | 1883 | ► | ►►

Weitere Ereignisse
Dieser Artikel behandelt das Musikjahr 1879.

## Ereignisse
- 23. August: Mit der Landung des portugiesischen Musikers Joao Fernandez auf Honolulu beginnt die Entwicklung der hawaiischen Ukulele aus der in Madeira beheimateten Braguinha.
- 19. Oktober: Charles-Marie Widor führt im Pariser Palais du Trocadéro seine 5. Orgelsinfonie, deren F-Dur-Toccata zu den bekanntesten Werken der Orgelmusik zählt, erstmals als Ganzes auf.

## Instrumentalmusik (Auswahl)
- Georges Bizet: L'Arlésienne Suite Nr. 2
- Johannes Brahms: Violinkonzert in D-Dur op. 77; Acht Klavierstücke op. 76; Sonate für Violine und Klavier in G-Dur op. 78;
- Anton Bruckner: Streichquintett F-Dur, WAB 112; Intermezzo in d-Moll, WAB 113
- Alfredo Catalani: Scherzo-tarantella (Klaviermusik)
- Antonín Dvořák: 5. Sinfonie op. 76; Festmarsch op. 54; Tschechische Suite op. 39; Vanda-Ouvertüre op. 25; Prager Walzer; Polonaise Es-Dur; Mazurek e-moll für Violine und Orchester/Klavier op. 49; Streichquartett Es-Dur op. 51; Polonaise A-Dur für Violoncello und Klavier; Silhouetten, Zwölf Klavierstücke op. 8; Der 149. Psalm für Männerchor und Orchester; Ave Maris Stella für eine Singstimme und Orgel; O sanctissima für Alt, Bariton und Orgel
- Karl Goldmark: Klaviertrio e-Moll op. 33
- August Klughardt: Sinfonie Nr. 3 D-Dur op. 37
- Bedřich Smetana: Streichquartett Nr. 1 e-Moll, Aus meinem Leben. (1879 uraufgeführt)
- Ethel Smyth: Eight Songs für Stimme und Klavier nach deutschen Texten
- Johann Strauss (Sohn): Kennst du mich? (Walzer) op. 381; Pariser-Polka op. 382; Nur fort (Schnell-Polka) op. 383; Opern-Maskenball-Quadrille op. 384; Waldine (Polka-Mazurka) op. 385; Nordseebilder (Walzer) op. 390
- Pjotr Iljitsch Tschaikowski: Suite Nr. 1 d-Moll op. 43

## Vokalmusik (Auswahl)
- Anton Bruckner: Motette Os justi, WAB 30

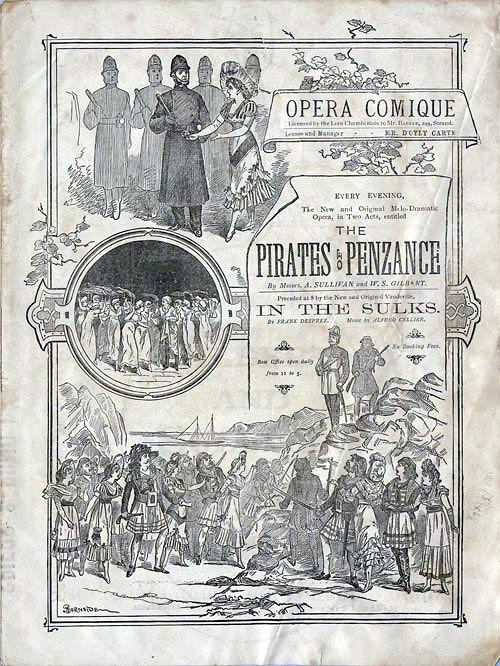
Programmheft für The Pirates of Penzance und In the Sulks (1881)

## Musiktheater
- 11. Januar: Uraufführung der Oper Ero e Leandro von Giovanni Bottesini am Teatro Regio in Turin.
- 01. Februar: Die Uraufführung der Operette Boccaccio von Franz von Suppè, das erfolgreichste Bühnenstück des Komponisten, findet am Carltheater in Wien statt. Das Libretto stammt von Camillo Walzel und Richard Genée.
- 28. März: Die Oper Iwein von August Klughardt hat ohne Erfolg ihre Uraufführung in Neustrelitz.
- 29. März: Die Oper Eugen Onegin von Pjotr Iljitsch Tschaikowski wird durch Schüler des Moskauer Konservatoriums unter der Leitung von Nikolai Rubinstein am Moskauer Maly-Theater uraufgeführt. Sie basiert auf dem gleichnamigen Versroman Eugen Onegin von Alexander Puschkin.
- 18. Oktober Uraufführung der komischen Oper Die Fornarina von Carl Zeller im Gärtnerplatztheater in München.
- 31. Oktober: Die Uraufführung der Operette Gräfin Dubarry von Karl Millöcker findet am Theater an der Wien in Wien statt. Das Libretto stammt von F. Zell und Richard Genée.
- 29. Dezember: Uraufführung der Oper Die Piraten von Penzance von Arthur Sullivan.

Weitere Uraufführungen
- Jacques Offenbach: La Fille du Tambour-Major, (Operette)

## Musikinstrumente
- Die Söhne des Orgelbauers John Abbey, E. et J. Abbey vollenden die Orgel der Kirche St. Martin in Amiens.[1]

## Geboren

### Januar bis Juni
- 01. Januar: Johann Heinrich Müller, Schweizer Dirigent und Komponist († 1959)
- 03. Januar: Lina Abarbanell, deutsche Sopranistin und Schauspielerin († 1963)
- 05. Januar: Jack Norworth, US-amerikanischer Lyriker, Komponist und Produzent († 1959)
- 07. Januar: Wanda von Bernhard, deutsche bzw. russische bzw. sowjetische Pianistin und Musikpädagogin († 1958)
- 14. Januar: Sebastian Wieser, deutscher römisch-katholischer Geistlicher, Liedtexter und Autor († 1937)

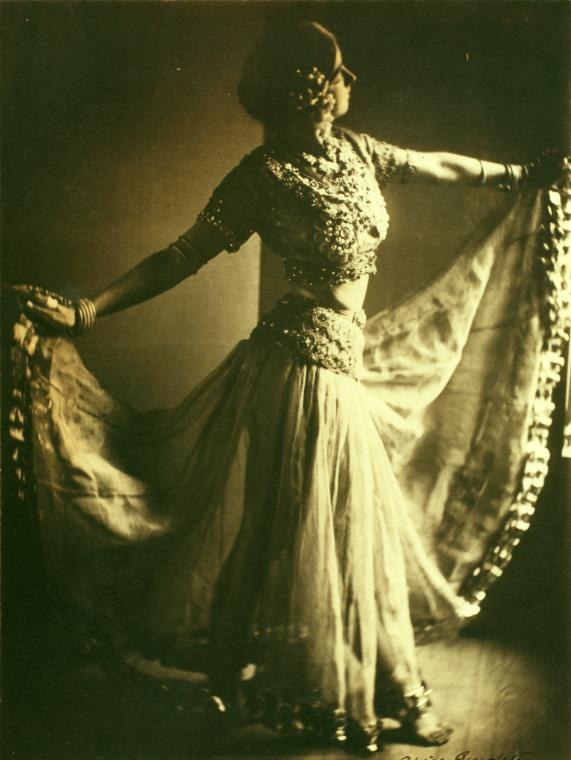
Ruth St. Denis; * 20. Januar

- 20. Januar: Ruth St. Denis, US-amerikanische Tänzerin, Choreographin und Pädagogin († 1968)
- 24. Januar: Stanislaw Ljudkewitsch, russischer Komponist († 1979)
- 09. Februar: Natanael Berg, schwedischer Komponist († 1957)
- 11. Februar: Jean Gilbert, deutscher Komponist († 1942)
- 21. Februar: Stefano Donaudy, italienischer Komponist († 1925)
- 22. Februar: Ernest Read, englischer Komponist und Musikpädagoge († 1965)
- 25. Februar: Otakar Ostrčil, tschechischer Komponist († 1935)
- 26. Februar: Frank Bridge, englischer Komponist († 1941)
- 07. März: Rudolf Sahlberg, schwedischer Kapellmeister, Arrangeur und Komponist († 1949)
- 09. März: Willy Stuhlfeld, deutscher Opernsänger, Theaterdirektor, Verleger und Schriftsteller († nach 1940)
- 11. März: Paul Rung-Keller, dänischer Komponist, Organist und Glockenexperte († 1966)
- 18. März: Grigori Abramowitsch Krejn, russischer Komponist († 1957)

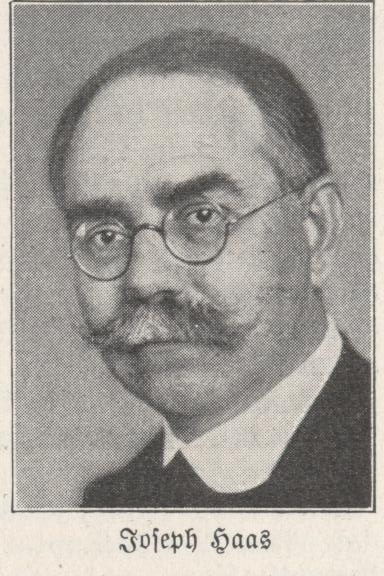
Joseph Haas; * 19. März

- 19. März: Joseph Haas, deutscher Komponist († 1960)
- 20. März: Hüseynqulu Sarabski, aserbaidschanischer Opernsänger, Komponist, Dramatiker, Bühnenschauspieler, Theaterregisseur und Musiker († 1945)
- 21. März: Saharet, australische Tänzerin († 1942)
- 01. April: Ilja Alexejewitsch Schatrow, russischer Militärmusiker, Dirigent und Komponist († 1952)
- 06. April: Jules Mazellier, französischer Komponist († 1959)
- 19. April: Alfred Fischer, deutscher Opernsänger († 1939)
- 20. April: Kaarle Artturi Aarnio, finnischer Kantor, Dirigent, Organist, Komponist und Musikpädagoge († 1956)
- 29. April: Thomas Beecham, britischer Dirigent, Gründer mehrerer Symphonieorchester († 1961)
- 13. Mai: Wano Saradschischwili, georgischer und sowjetischer Opernsänger († 1924)
- 22. Mai: Hakkie Davids, niederländischer Pianist, Kapellmeister und Impresario († 1943)
- 23. Mai: Harold Samuel, englischer Pianist und Komponist († 1937)
- 28. Mai: Arthur Zweiniger, deutscher Bildhauer, Schriftsteller und Librettist († 1949)
- 05. Juni: Marcel Tournier, französischer Harfenist und Komponist († 1951)
- 09. Juni: Oskar Back, niederländischer Violinist und Violinpädagoge ungarischer Familienherkunft († 1963)
- 09. Juni: Marguerite Debrie, französische Pianistin und Komponistin († 1968)
- 11. Juni: Julia Claussen, schwedische Sängerin und Musikpädagogin († 1941)
- 12. Juni: Gérard Hekking, französischer Cellist und Musikpädagoge († 1942)
- 25. Juni: Ernst Rychnovsky, österreichisch-böhmischer Musikwissenschaftler und Journalist († 1934)

### Juli bis Dezember
- 05. Juli: Philippe Gaubert, französischer Komponist († 1941)

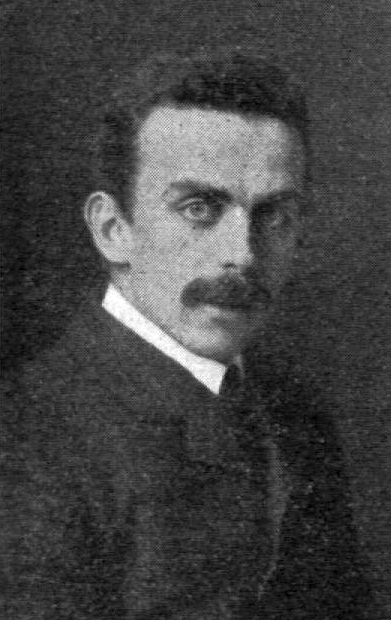
Volkmar Andreae; * 5. Juli

- 05. Juli: Volkmar Andreae, Schweizer Dirigent und Komponist († 1962)
- 05. Juli: Wanda Landowska, polnische Cembalistin und Pianistin († 1959)
- 09. Juli: Ottorino Respighi, italienischer Komponist († 1936)
- 12. Juli: Roland Foster, australischer Sänger und Musikpädagoge († 1966)
- 12. Juli: Bolesław Raczyński, polnischer Komponist und Musikpädagoge († 1937)
- 15. Juli: Edna de Lima, US-amerikanische lyrische Sopranistin und Übersetzerin († 1968)
- 19. Juli: Heniot Levy, polnisch-amerikanischer Pianist und Musikpädagoge († 1945)
- 31. Juli: Cally Monrad, norwegische Opernsängerin, Schauspielerin und Schriftstellerin († 1950)
- 11. August: Alfrēds Kalniņš. lettischer Komponist († 1951)
- 13. August: John Ireland, englischer Komponist († 1962)

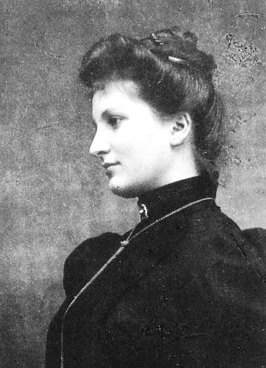
Alma Mahler-Werfel; * 31. August

- 31. August: Alma Mahler-Werfel, österreichische Komponistin († 1964)
- 31. August: Wiktor Alexandrowitsch Uspenski, sowjetischer, russischer und usbekischer Komponist († 1949)
- 01. September: Bruno Granichstaedten, österreichischer Komponist († 1944)
- 22. September: Charles Borel-Clerc, französischer Komponist († 1959)
- 24. September: Joseph Malkin, amerikanisch-russischer Violoncellist († 1969)
- 27. September: Cyril Scott, englischer Komponist, Pianist und Schriftsteller († 1970)
- 05. Oktober: Halfdan Cleve, norwegischer Komponist († 1951)
- 06. Oktober: Wilhelm von Ahn, deutscher Schauspieler und Tenor († 1916)
- 08. Oktober: Joseph Bovet, Schweizer Komponist und Priester († 1951)
- 12. Oktober: Chris Smith, US-amerikanischer Komponist und Vaudeville-Künstler († 1949)
- 18. Oktober: Grzegorz Fitelberg, polnischer Komponist und Dirigent († 1953)
- 21. Oktober: Joseph Canteloube, französischer Komponist, Pianist, Musikwissenschaftler († 1957)
- 12. November: Martin Jentzsch, deutscher evangelischer Pfarrer und Kirchenlieddichter († 1967)
- 13. November: Henri Miro, kanadischer Komponist spanischer Herkunft († 1950)
- 01. Dezember: Blanche DuBuisson, kanadische Sängerin und Schauspielerin († nach 1952)
- 04. Dezember: Hamilton Harty, irischer Komponist († 1941)
- 07. Dezember: Julius Dewald, deutscher Sänger, Theaterschauspieler, -regisseur und -leiter sowie Stummfilmschauspieler- und -regisseur († nach Februar 1940)
- 14. Dezember: Paul Corder, englischer Komponist († 1942)
- 15. Dezember: Rudolf von Laban, ungarischer Tänzer, Choreograf und Tanztheoretiker († 1958)
- 19. Dezember: Otto Olsson, schwedischer Organist und Komponist († 1964)
- 26. Dezember: Armen Tigranjan, armenischer Komponist († 1950)
- 26. Dezember: Julius Weismann, deutscher Komponist († 1950)
- 27. Dezember: Bunk Johnson, US-amerikanischer Kornettist und Trompeter († 1949)
- 28. Dezember: Frank Blachford, kanadischer Geiger, Musikpädagoge, Dirigent und Komponist († 1957)

### Genaues Geburtsdatum unbekannt
- Jesus Maria Acuña, mexikanischer Pianist, Violinist, Dirigent, Musikpädagoge und Komponist († 1957)
- Samuel Alman, russisch-britischer Chorleiter und Komponist († 1947)
- Damase DuBuisson, kanadischer Sänger und Schauspieler († 1945)
- Raoul Duquette, kanadischer Cellist und Musikpädagoge († 1962)
- Josep Rocabruna i Valdivieso, katalanischer klassischer Violinist und Musikpädagoge († 1957)
- Wassyl Stupnyzkyj, ukrainischer Ethnograph, Dirigent und Komponist († 1945)

## Gestorben

### Todesdatum gesichert
- 04. Januar: Ernst Maschek, Violinist, Dirigent und Komponist (* 1812)
- 08. Januar: Ferdo Livadić, kroatischer Komponist (* 1799)
- 23. Januar: Adolf Jensen, deutscher Komponist (* 1837)
- 24. Januar: Heinrich Geißler, deutscher Glasbläser, Instrumentenbauer und Erfinder (* 1814)
- 25. Februar: Wladimir Georgijewitsch Kastrioto-Skanderbek, russischer Komponist (* 1820)
- 01. März: Karl Becker, deutscher Bariton (* 1820)
- 08. März: Edmund Theodor Ratzenberger, deutscher Pianist, Komponist, Dirigent und Musiklehrer (* 1840)
- 18. Juni: Heinrich Böie, deutscher Violinist, Komponist und Musikalienhändler (* 1825)
- 24. Juni: Franz Xaver Chwatal, tschechischer Komponist und Musikpädagoge (* 1808)
- 29. Juni: Franz Michael Rudhart, deutscher Musikschriftsteller und Verwaltungsbeamter (* 1830)

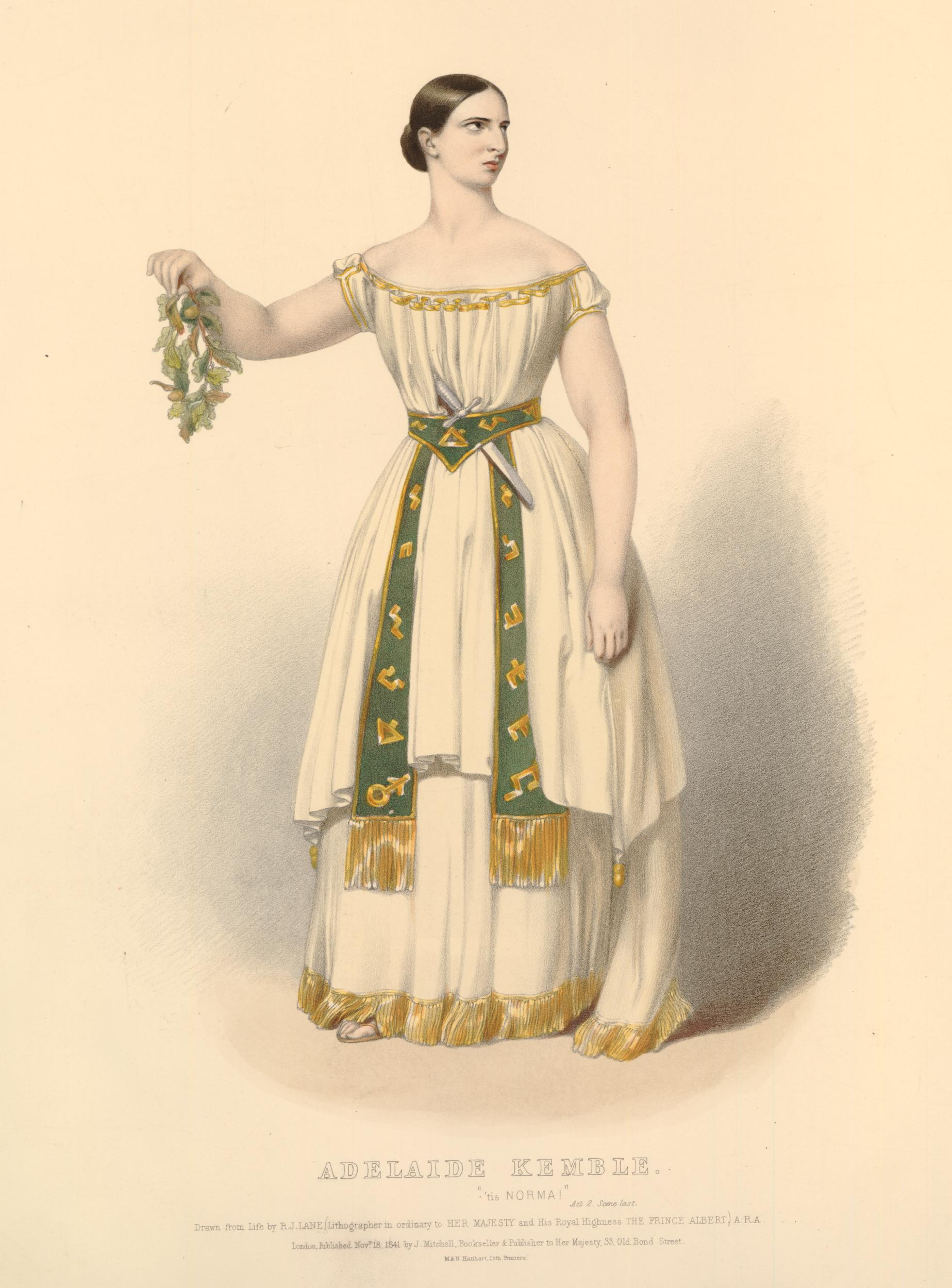
Adelaide Kemble; † 4. August

- 30. Juni: Betty Fröhlich, österreichische Musikerin und Sängerin sowie Blumen- und Porträt-Miniaturmalerin, Kopistin und Kunsterzieherin (* 1797)
- 06. Juli: Henry Smart, englischer Organist und Komponist (* 1813)
- 14. Juli: Auguste Barbereau, französischer Komponist (* 1799)
- 04. August: Adelaide Kemble, britische Opernsängerin (* 1815)
- 09. August: Michael Anding, deutscher Musikdirektor und Volksliedersammler (* 1810)
- 27. August: Henriette Nissen-Saloman, schwedische Opernsängerin (* 1819)
- 00. August: Alphonse Thys, französischer Komponist (* 1807)
- 11. November: Louis Désiré Besozzi, französischer Komponist, Organist und Pianist (* 1814)
- 26. November: Charles Spackman Barker, englischer Orgelbauer (* 1804)

### Genaues Todesdatum unbekannt
- Ernestine Gindele, österreichische Opernsängerin (* 1841)
- Caspar Melchior Kersting, deutscher Orgelbauer (* 1815)
- Pietro Musone, italienischer Komponist (* 1847)
- Minnie Walton, australisch-amerikanische Sängerin und Schauspielerin (* 1852)

### Gestorben nach 1879
- Johann Nepomuk Kloebinger, deutscher Orgelbauer (* vor 1830)